# Montemys delectorum
Montemys delectorum  (Thomas, 1910) è un roditore della famiglia dei Muridi, unica specie del genere Montemys (Nicolas & Bryja, 2021),  diffuso nell'Africa orientale.

## Descrizione

### Dimensioni
Roditore di piccole dimensioni, con la lunghezza della testa e del corpo tra 90 e 120 mm, la lunghezza della coda tra 110 e 142 mm, la lunghezza del piede tra 21 e 26 mm, la lunghezza delle orecchie tra 18 e 25 mm e un peso fino a 38 g.

### Caratteristiche craniche e dentarie
Il cranio è sottile e presenta un rostro lungo, una scatola cranica tondeggiante e le creste sopra-orbitali assenti o poco sviluppate. Le bolle timpaniche non sono particolarmente ingrandite. I molari sono stretti, allungati e cuspidati. Sono presenti 7 creste palatali.
Sono caratterizzati dalla seguente formula dentaria:

### Aspetto
La pelliccia è soffice, fine e setosa. Le parti superiori sono marroni scure, con dei riflessi nerastri sul fondoschiena, mentre le parti ventrali sono giallo-brunastre. I fianchi sono bruno-grigiastri. La testa è stretta, il muso è bruno-grigiastro scuro ed è allungato. Sono presenti degli anelli scuri intorno ai grandi occhi. Le orecchie sono grandi e marroni scure e sono notevolmente mobili. Le zampe sono corte, sottili e marroni, mentre le dita sono bianco-argentate, quelle anteriori hanno cinque dita con il pollice corto, mentre i piedi hanno cinque dita. La coda è più lunga della testa e del corpo, uniformemente marrone scuro, indistintamente chiazzata di chiaro, cosparsa di pochi peli brunastri sopra e biancastri sotto. Ci sono 16 anelli di scaglie per centimetro. Le femmine hanno 2 paia di mammelle pettorali e 2 paia inguinali. Il cariotipo è 2n=48.

## Biologia

### Comportamento
È una specie notturna e parzialmente arboricola. Costruisce nidi in brevi cunicoli e piste nella vegetazione alta.

### Alimentazione
Si nutre di invertebrati e parti vegetali.

### Riproduzione
In Malawi, femmine gravide sono state osservate nella tarda stagione secca e in quella delle piogge. Danno alla luce 2-6 piccoli alla volta.

## Distribuzione e habitat
Questa specie è diffusa negli altopiani del Kenya sud-orientale, Tanzania nord-orientale, centrale e sud-occidentale, Zambia nord-orientale, Malawi e Mozambico settentrionale.
Vive in foreste montane tra i 1.000 e 2.400 metri di altitudine. Sembra essere tollerante ad ambienti disturbati.

## Conservazione
La IUCN Red List, considerato il vasto areale, la popolazione numerosa, la presenza in diverse aree protette e la tolleranza alle modifiche ambientali, classifica M.delectorum come specie a rischio minimo (Least Concern).